# Martina Hozová
Martina Hozová (* 14. června 1971 Hradec Králové) je česká sochařka, restaurátorka a pedagožka. Pracuje v Hradci Králové a Lukavci.

## Život
Martina Hozová absolvovala Střední průmyslovou školu sochařskoou a kamenickou v Hořicích v Podkrkonoší. V letech 1989 až 1995 vystudovala figurální sochařství v ateliéru Karla Nepraše na Akademii výtvarných umění v Praze. Pokračovala postgraduálním studiem v restaurátorském ateliéru Petra Siegla. Nyní vyučuje na Střední průmyslové škole sochařské a kamenické v Hořicích.

## Dílo
Martina Hozová je figurální sochařka. Pracuje s tradičními tématy sochařství – lidskou postavou, hlavou a reliéfem. S dědictvím tradice a výzvami současnosti se vyrovnává skrze grotesku, humor, ale i kritiku a k tomu využívá instalatérské, industriální a v poslední etapě hlavně IT materiály, které nás obklopují. Technické prvky se stávají součástí soch přímo nebo skrze otisky. Výsledkem bývá vtip, metafora ale nejčastěji moralita – hlavy omotané kabelem, stylizace pankáčů a bust tetovaných vodícími dráty, konektory, napájecími a propojovací kabely, trafy a paralelními porty jsou komentářem k současnému stavu světa. Po raném cyklu barokních moralit, po etapě Evoluce a Dystopie autorka promýšlí různé aspekty komunikace, které s elektronikou, vodícími dráty a Matrixem úzce souvisí. Spojuje svět starých a nových mýtů.

### Výstavy (výběr)
- 2018 Wired Word,[7] Galerie plastik, Hořice[2]
- 2017 On-line Age, Galerie Fons, Pardubice
- 2014 Evoluce, Galerie Gambit, Praha
- 2012 Human network, Galerie Fons, Pardubice[5]
- 2011 Koláže, Salon Královéhradecký, Hradec Králové[6]
- 2011 Connecting people, Galerie AMB, Hradec Králové

### Účast na výstavách (výběr)
- 2019 Když socha padá,[8] Galerie U Prstenu, Praha [9][2]
- 2019 Umění ve městě – Profily (České Budějovice)
- 2019 Artprague 2019
- 2018 Artprague 2018 Clam-Gallasův palác, Praha
- 2016 Dny architektury, Továrna Mastných, Lomnice n.P.
- 2016 Mezinárodní sochařské sympozium Hořice
- 2015 Brave new world (DOX, Praha)
- 2015 Dívčí zloba, Výstavní síň A. Navrátila, Praha
- 2014 O myších II, Výstavní síň A. Navrátila, Praha
- 2014 Výstava soutěžních návrhu na Pomník Žofie Chotkové, Galerie Chodník, Praha
- 2014 Dámský Gambit, Pražský dům, Brusel
- 2012 Kompot, Botanická zahrada, Praha
- 2012 "Odnikud nikam, pro nic za nic, blízko hranic", Klášterní kostel sv. Antonína Paduánského, Sokolov
- 2012 Sedm statečných, Galerie U Přívozu, Hradec Králové
- 2008 Exploze, Galerie sýpka, Pardubice
- 2006 Kvalitní řešení, Galerie moderního umění, Hradec Králové
- 2006 Lucky A12, Galerie městské besedy, Chrudim
- 2006 Dívčí sen. Městské muzeum, Bystřice n.P a Komunikační prostor Školská 24, Praha
- 2005 Dole bez – Škola prof. K. Nepraše, Dům umění, Opava
- 2005 Romantický horor, Galerie U prstenu, Praha
- 2003 Po roce – setkání studentů prof. K. Nepraše, Muzeum, Hořice
- 2001 Studenti K. Nepraše, Dům U kamene, Cheb
- 2000 Studenti K. Nepraše, Galerie v Zámeckém parku, Veselí nad Moravou
- 1994 Studenti K. Nepraše, Galerie u Prstenu, Praha
- 1994 Výstava studentů AVU, Düsseldorf SRN
- 1993 Výstava stážistů AVU, Stuttgart SRN
- 1993 Výstava studentů AVU, Dům U Hybernů – Praha
- 1993 Sympozium Vei-Hai-Vei, China
- 1993 Výstava studentů AVU, Moravská galerie Brno
- 1992 Samostatná výstava kreseb, Modes Robes, Praha

### Autorské realizace, rekonstrukce a kopie
- 2019 Osazení pomníku Žofie Chotkové pro Prahu 6
- 2014 – 2015 Kopie renesančních alabastrových reliéfů pro kostel Sv. Floriána v Krásném Březně
- 2013 Rekonstrukce sochy Austrie pro pomník Baterie mrtvých na Chlumu u Hradce Králové
- 2010 Rekonstrukce chybějících barokních váz pro sousoší Sv. Antonína Paduánského z Karlova mostu v Praze
- 2010 Rekonstrukce sgrafit na domě v Husově ulici v Hořicích v Podkrkonoší
- 2006 Rekonstrukce Vrtbovské zahrady v Praze – vytvoření kopie sochy Diany podle originálu M. B. Brauna z pirnského pískovce
- 1998 Kopie soch 2 andělů pro Městské divadlo v Karlových Varech
- 1998 Realizace baru Paradox, Hradec Králové

## Galerie

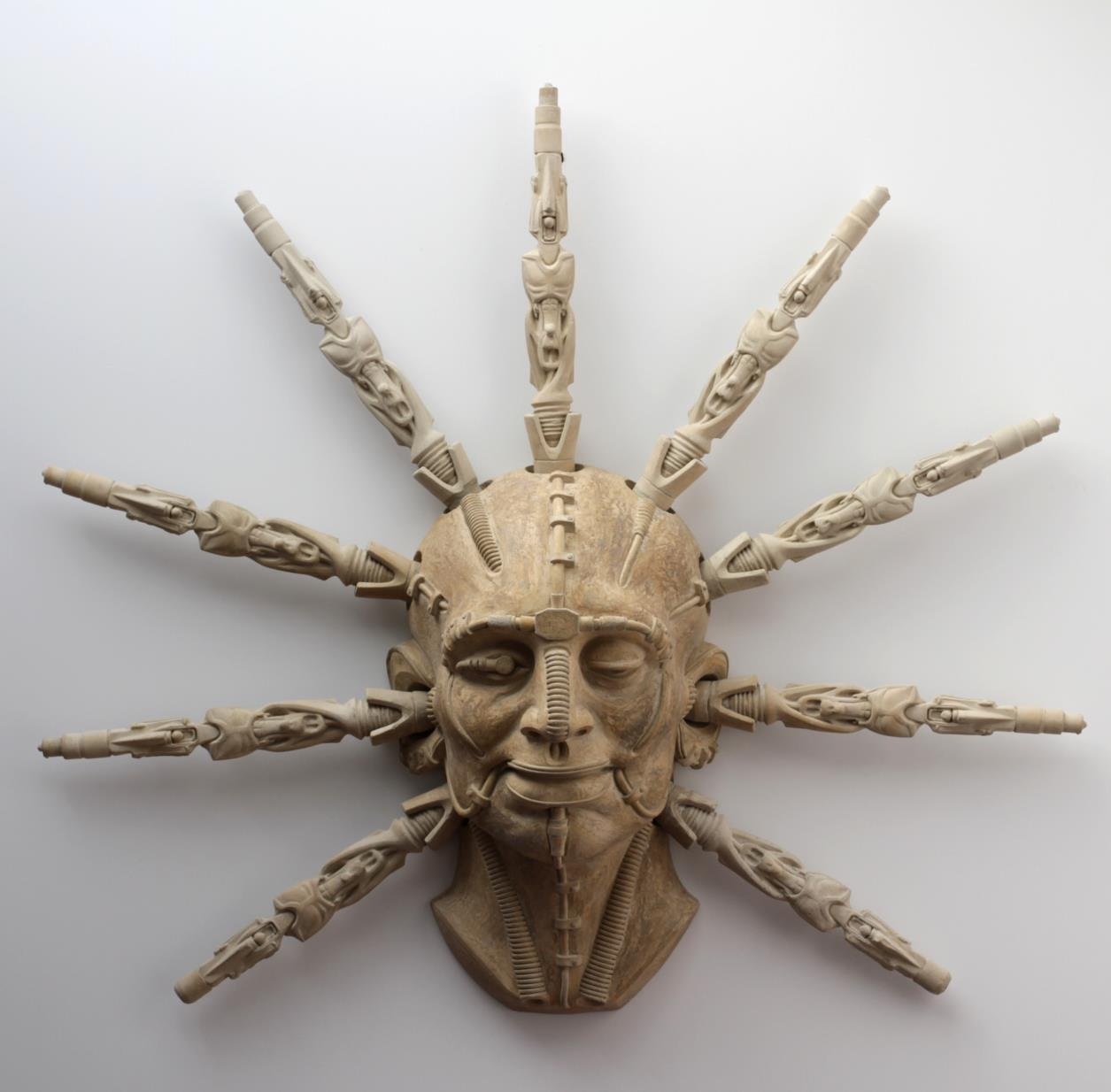
Martina Hozová Head I 2011 románský cement 72 cm
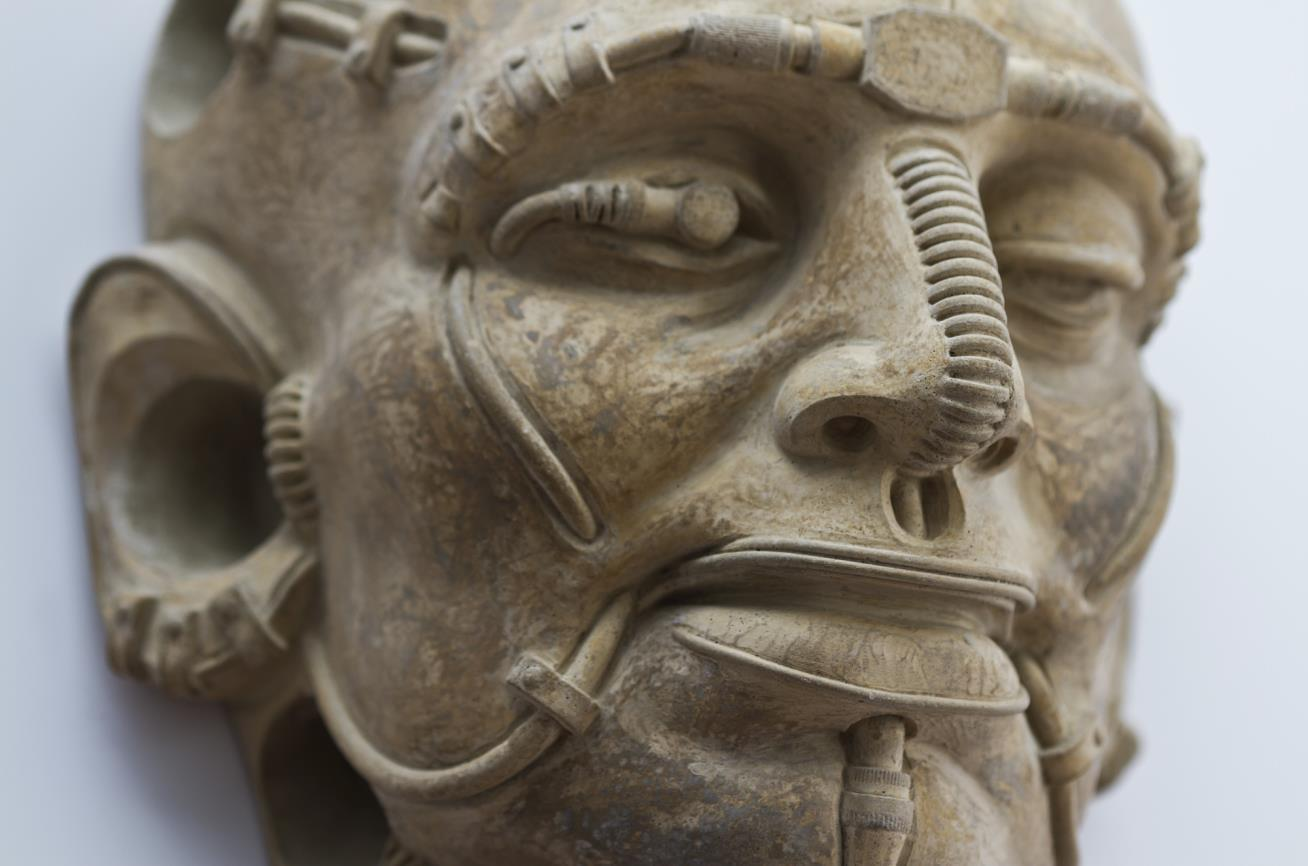
Martina Hozová Head I detail 2011 románský cement 72 cm
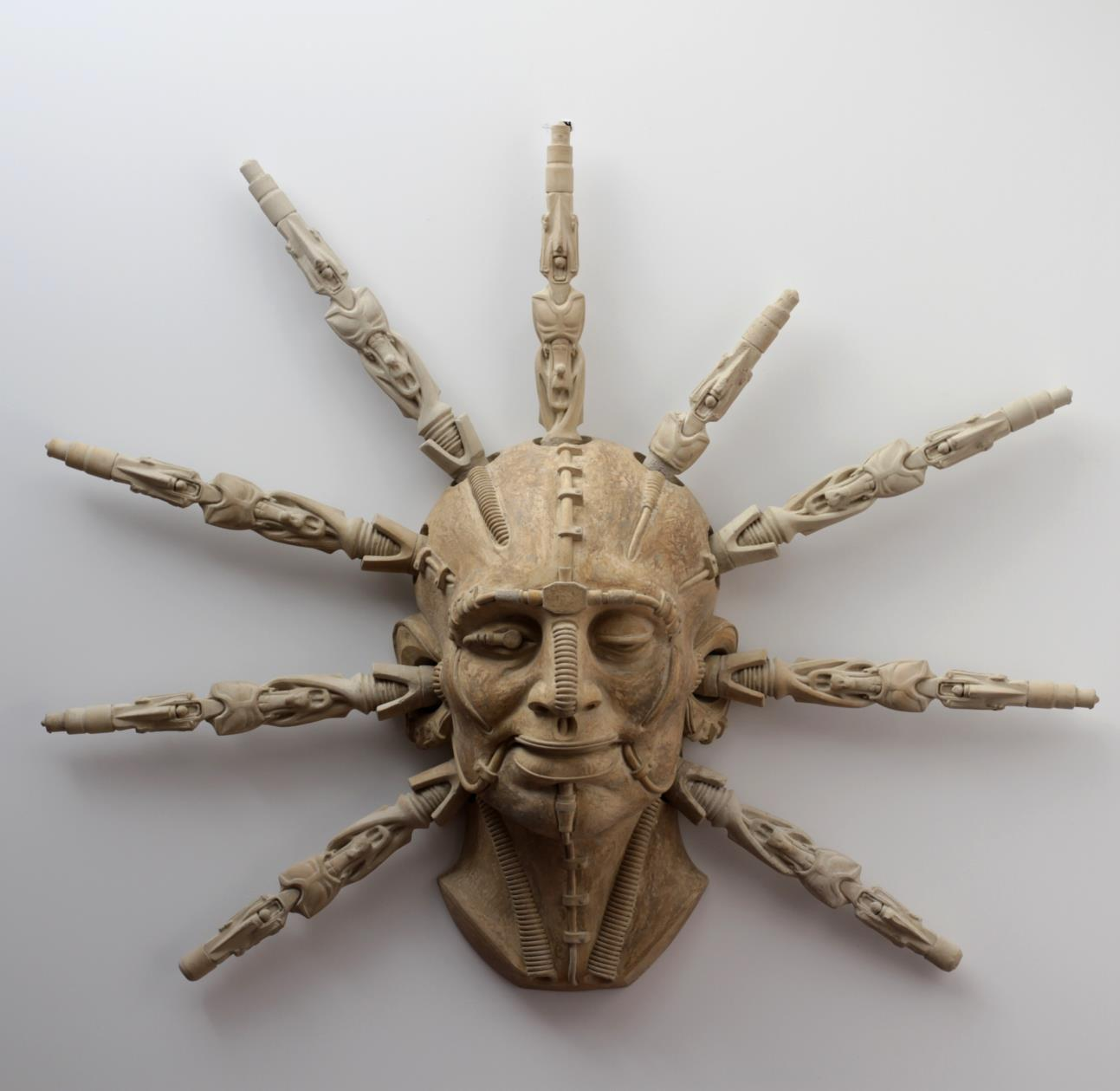
Martina Hozová Head II 2011 románský cement 72 cm
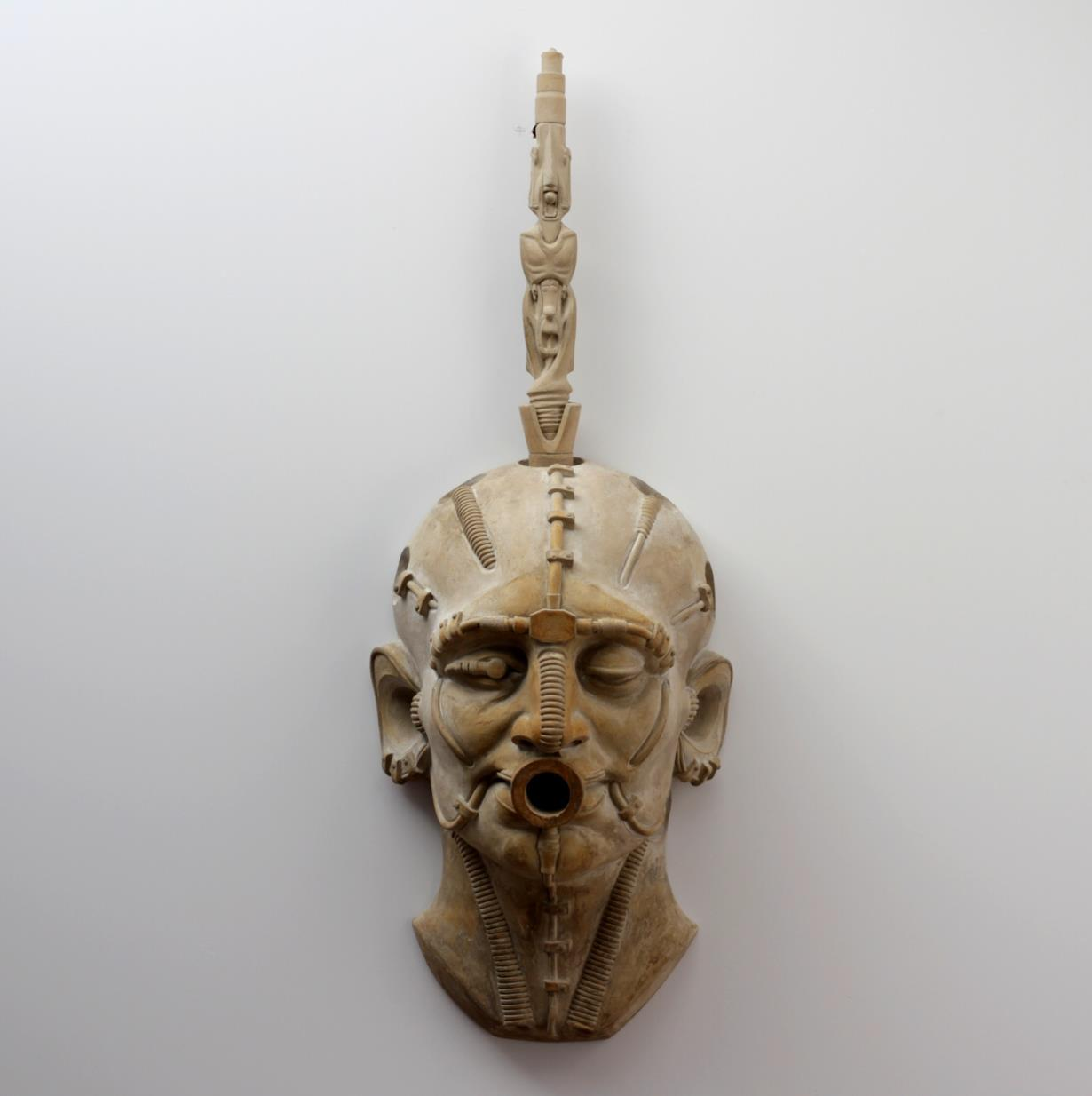
Martina Hozová Head III 2011 románský cement 72 cm
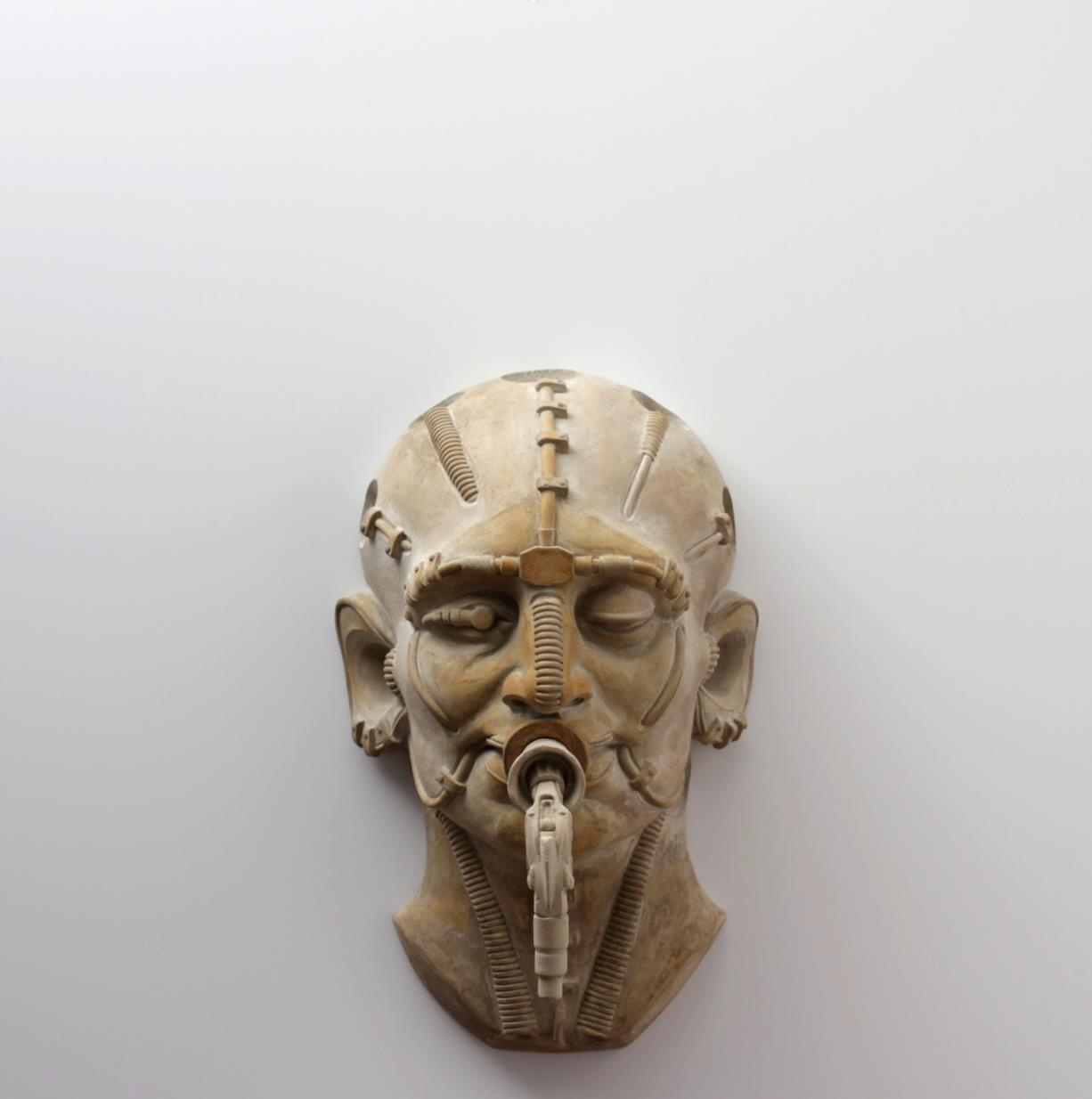
Martina Hozová Head IV 2011 románský cement 72 cm
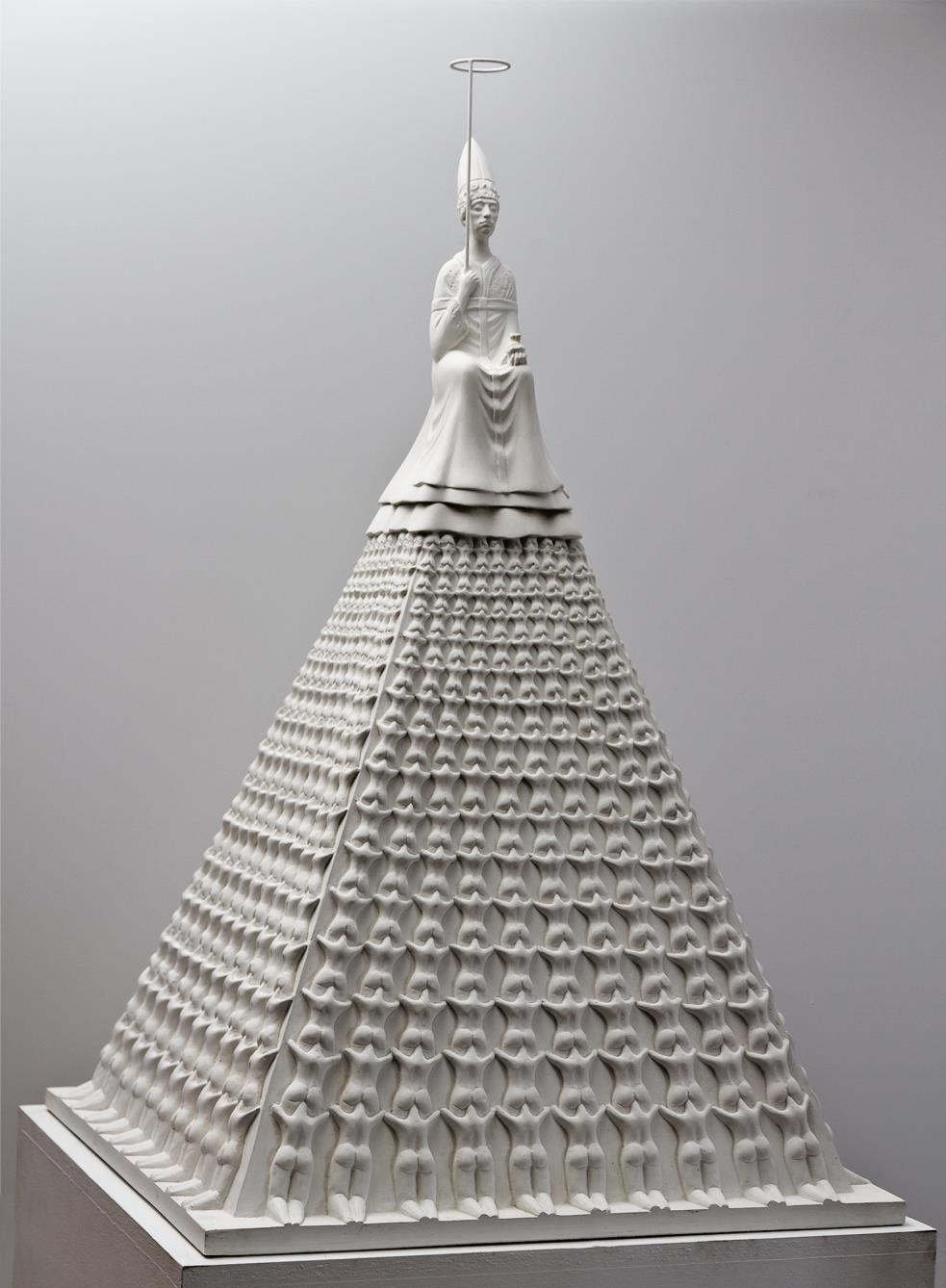
Martina Hozová Pozemská adorace 2003 sadra 90 cm
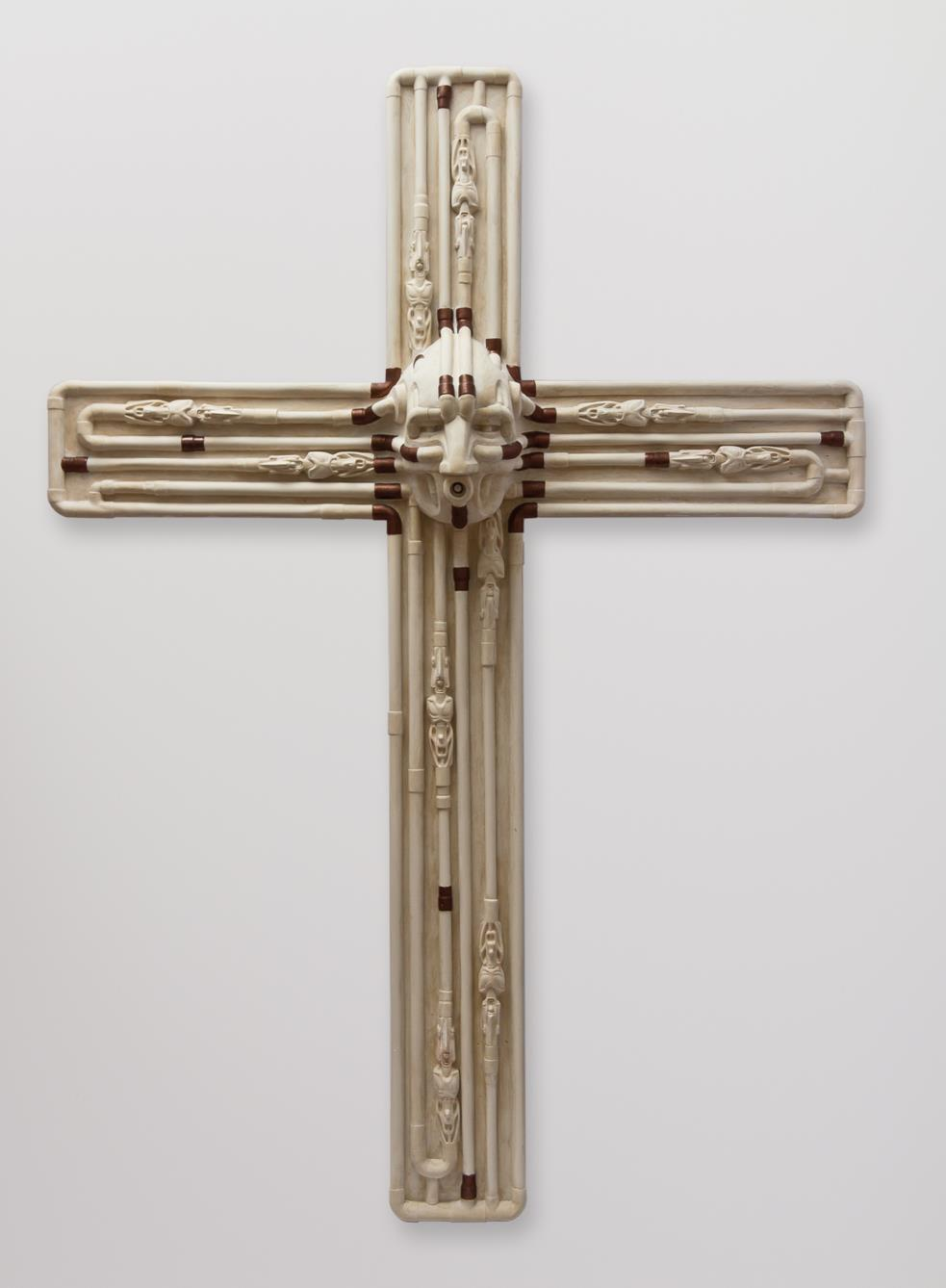
Martina Hozová Krucifix KN 2011 acrystal 175 cm
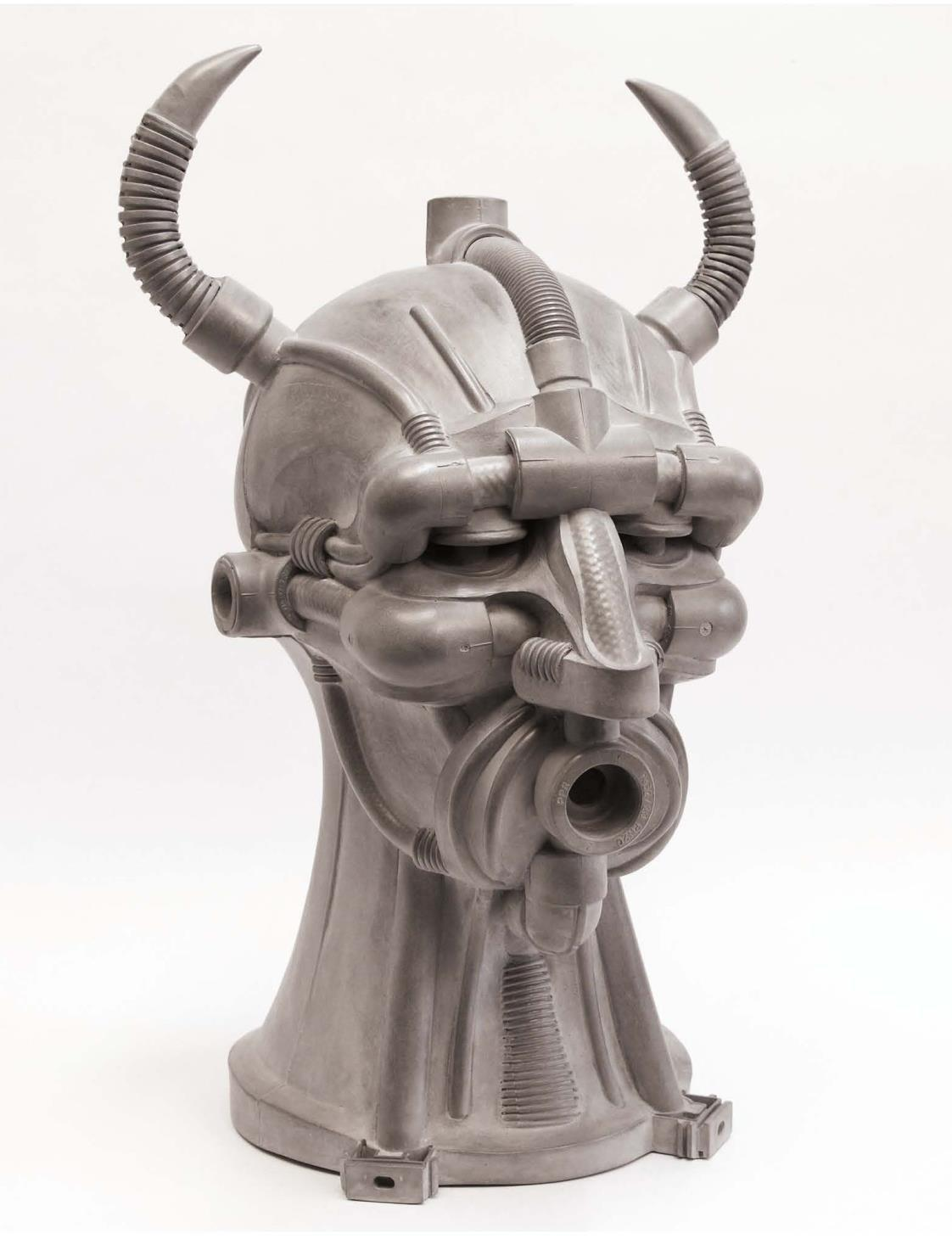
Martina Hozová Homo Devil 2013 acrystal 61 cm
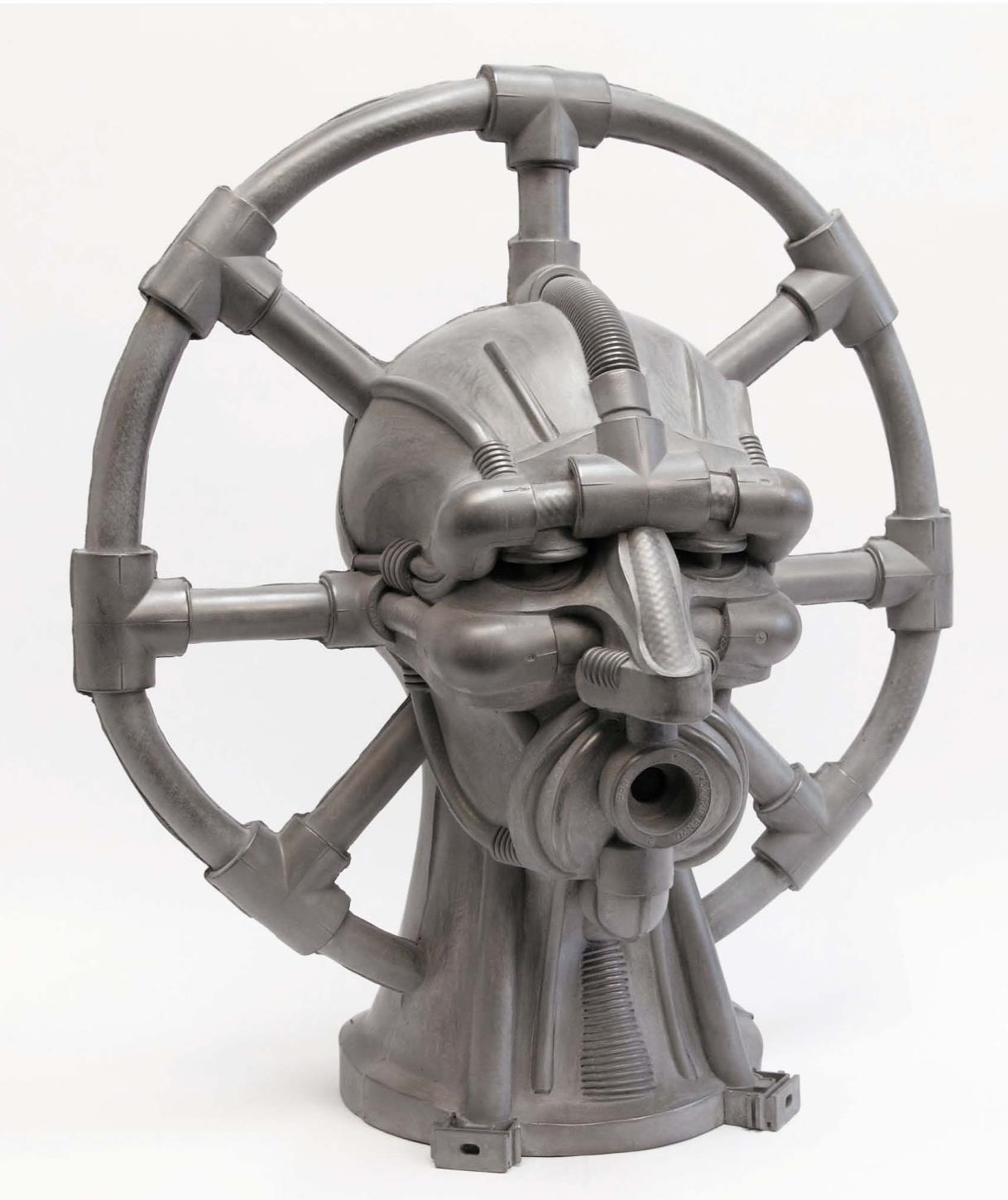
Martina Hozová Homo Saint 2013 acrystal 61 cm
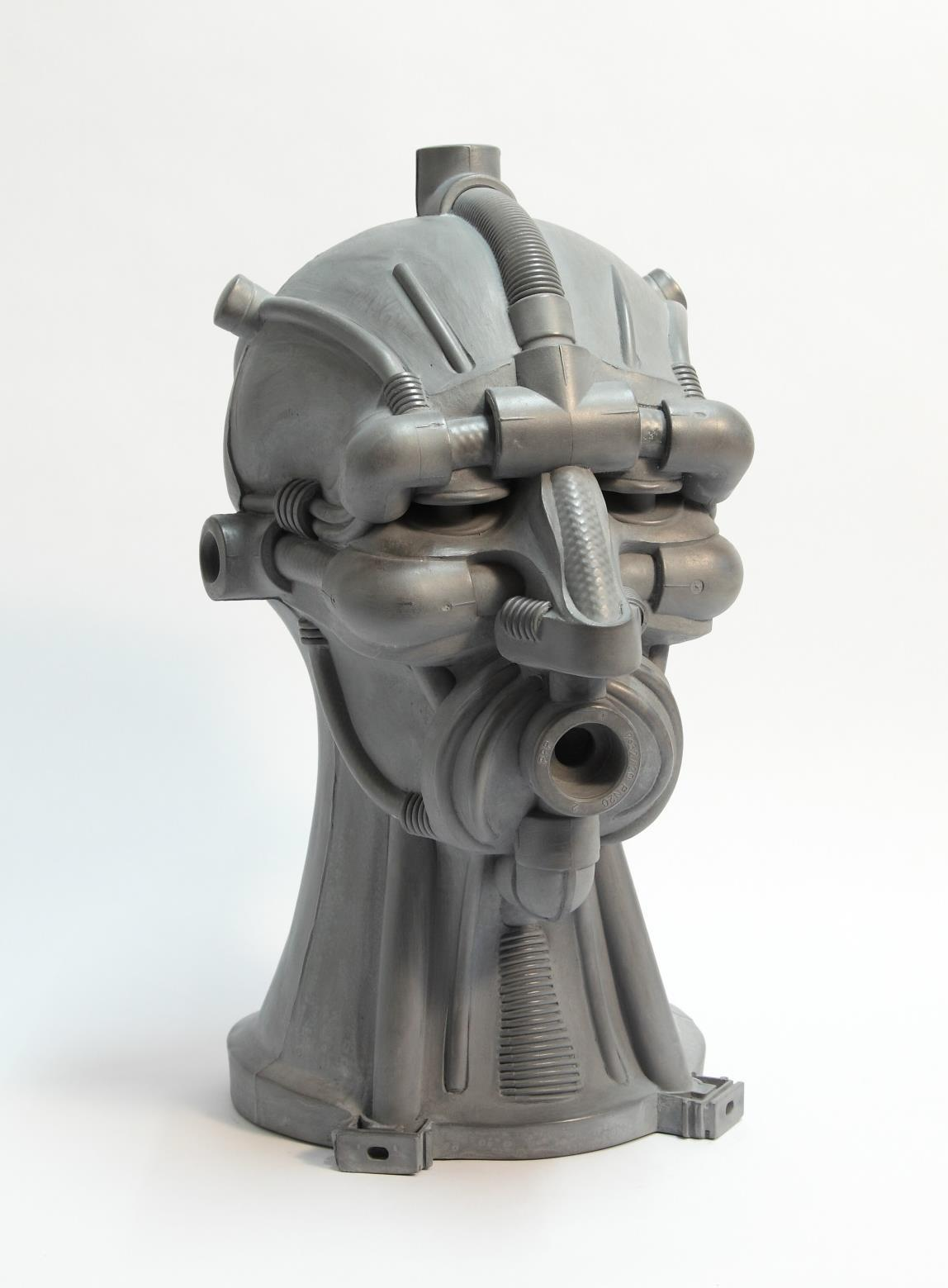
Martina Hozová Homo User 2013 acrystal 51 cm
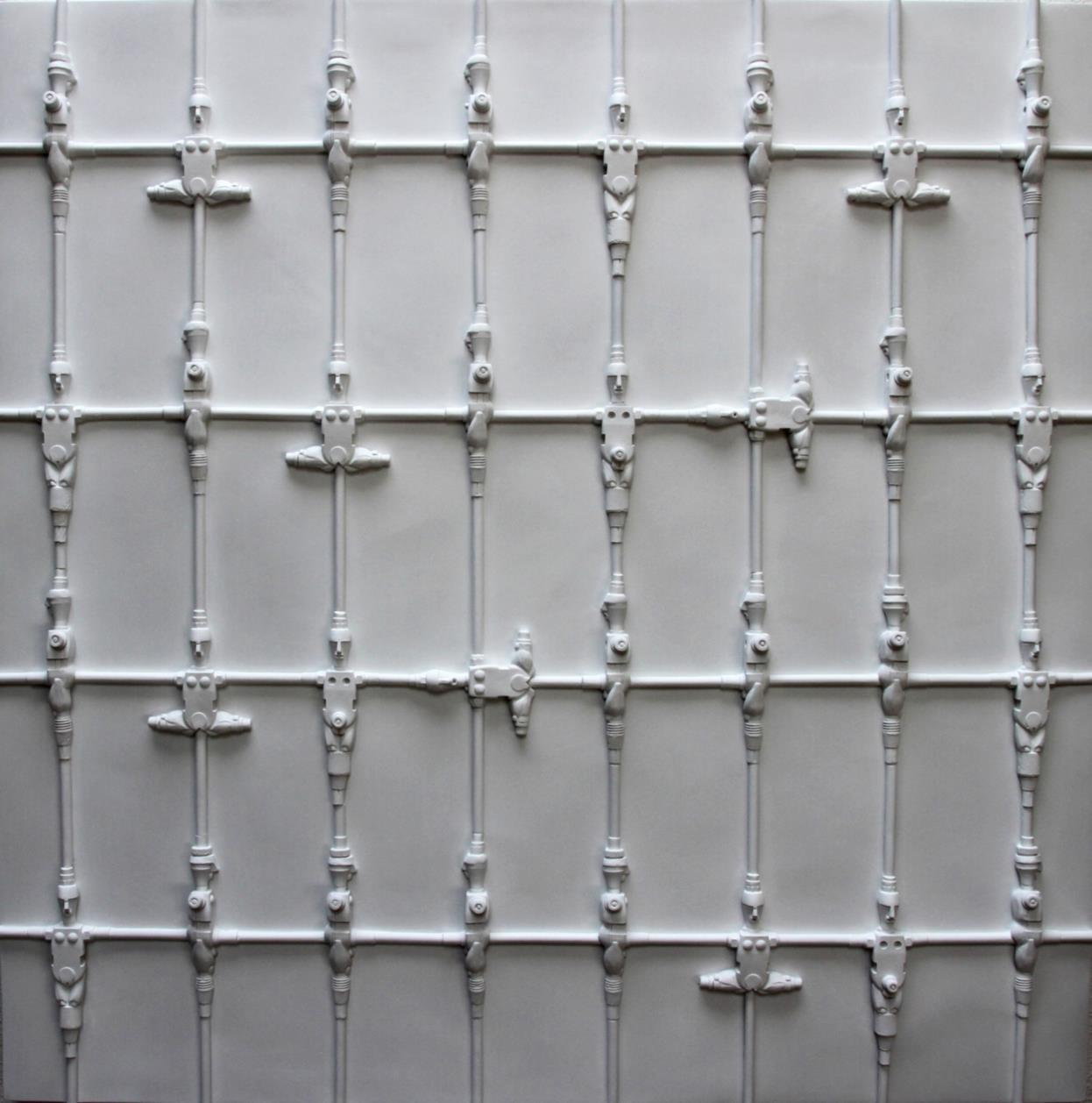
Martina Hozová Connecting people II 2012 acrystal 85 na 85 cm
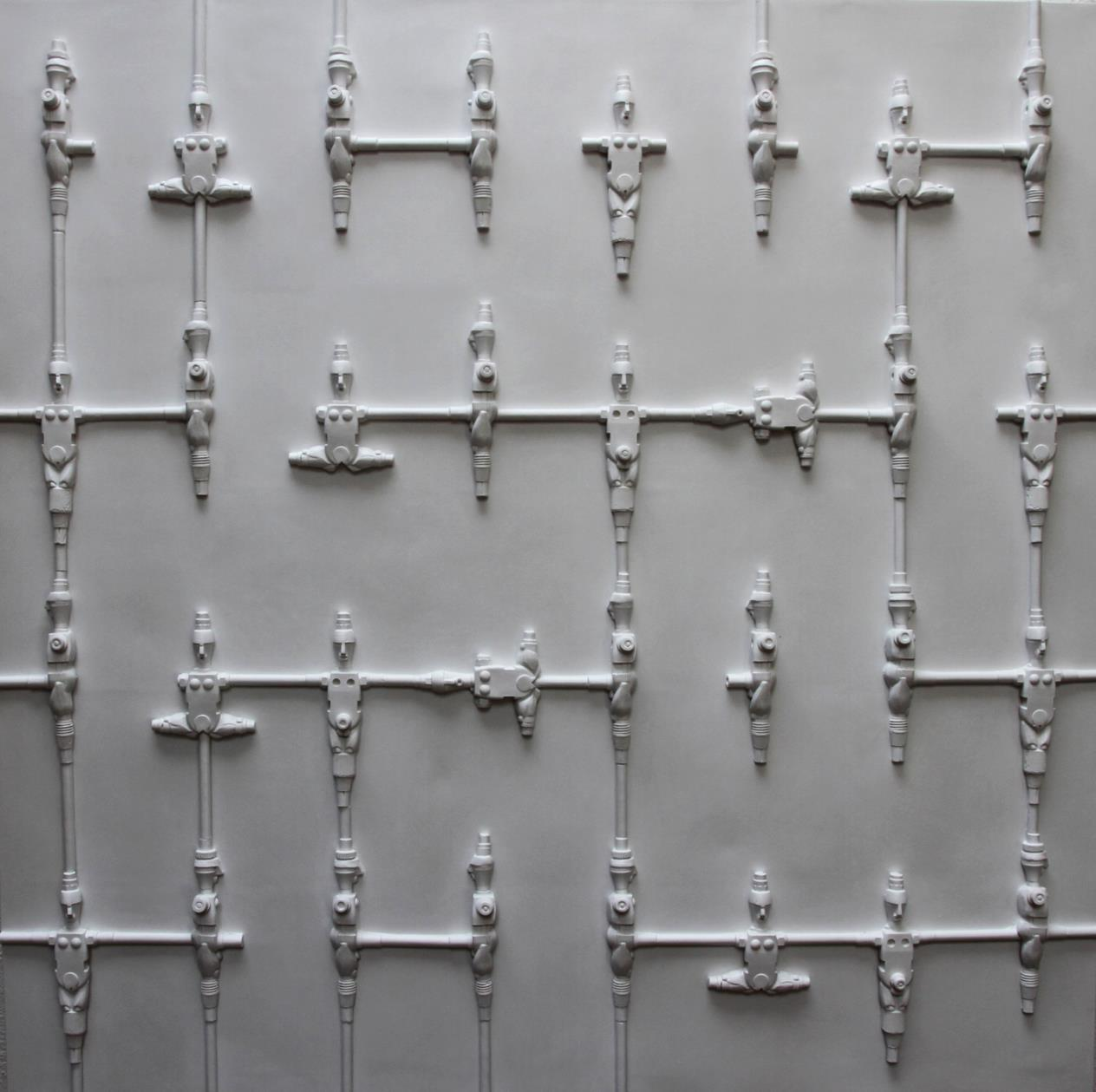
Martina Hozová Connecting people III 2012 acrystal 85 na 85 cm
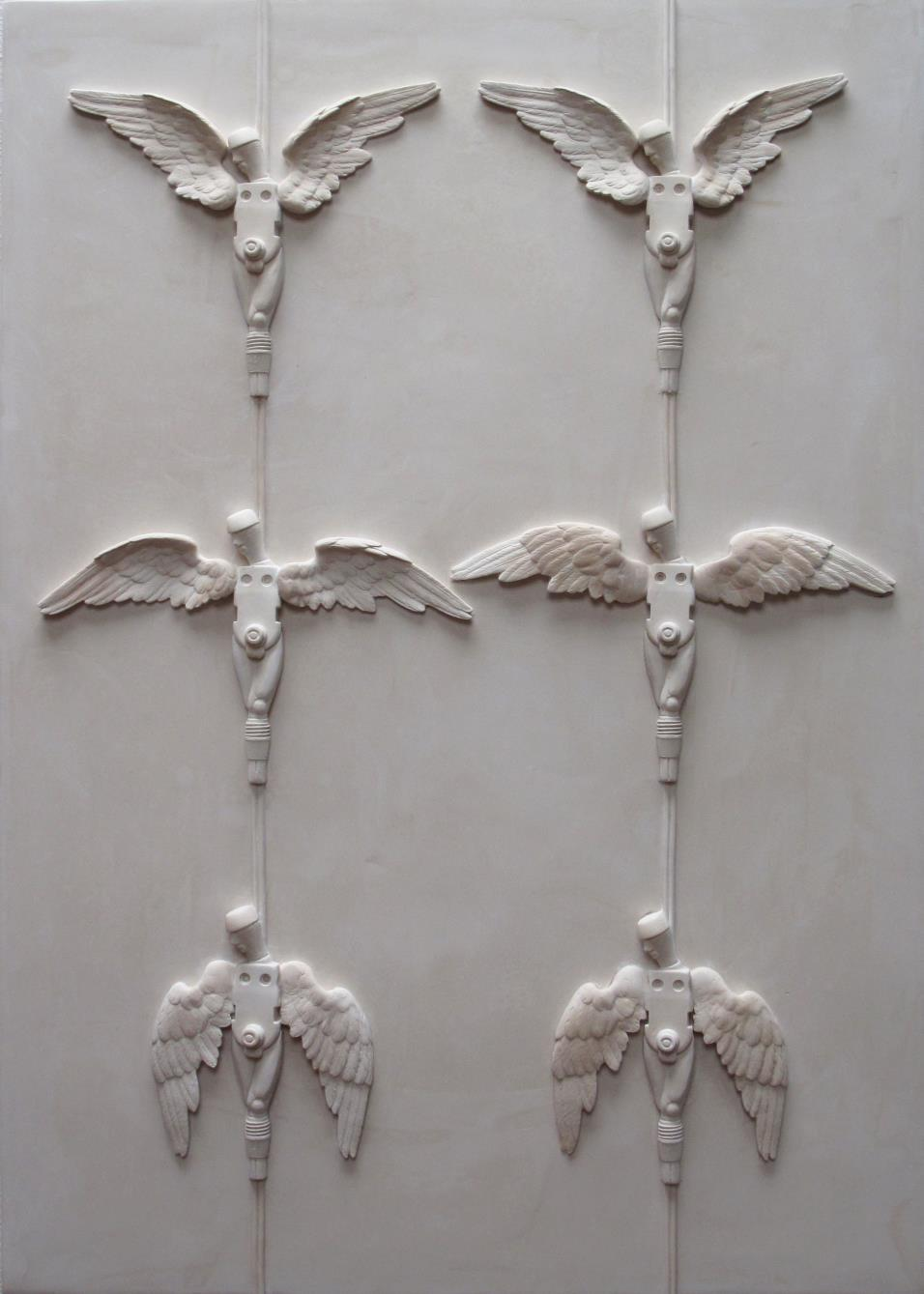
Martina Hozová Connecting people V 2012 acrystal 70 cm
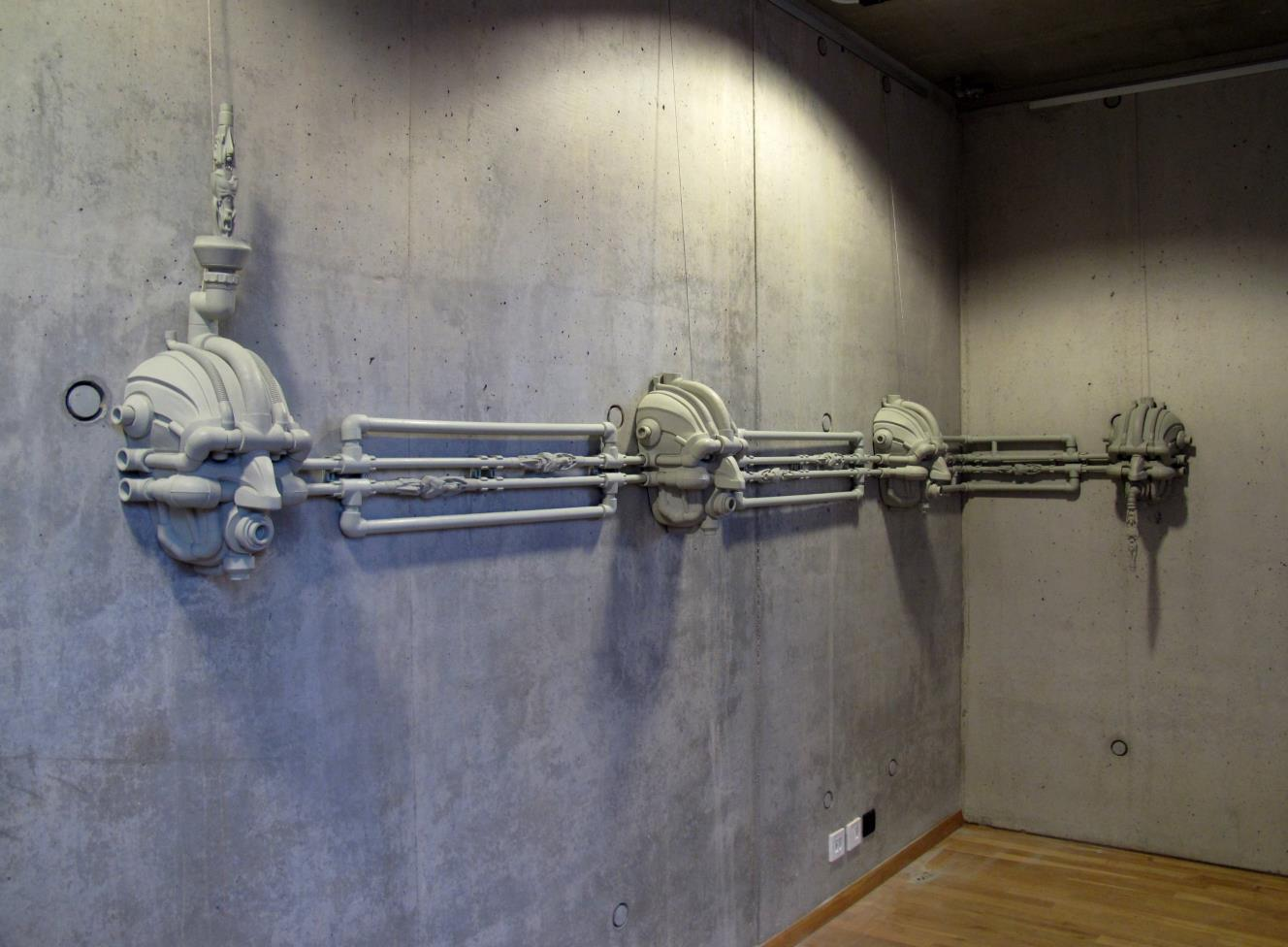
Martina Hozová Fontána 2012 acrystal 78 na 480 cm
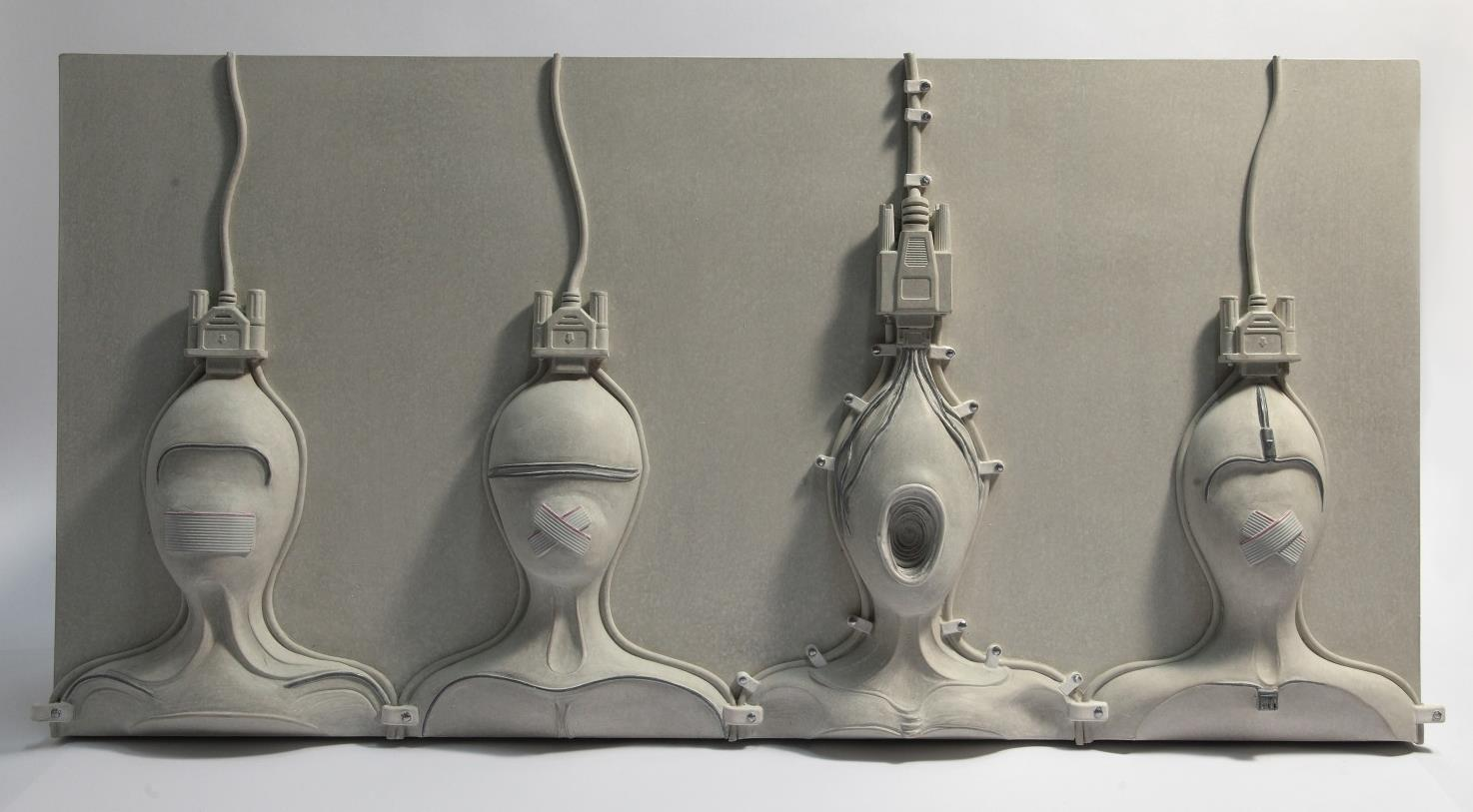
Martina Hozová Myši I 2014 acrystal 30 na 60 cm
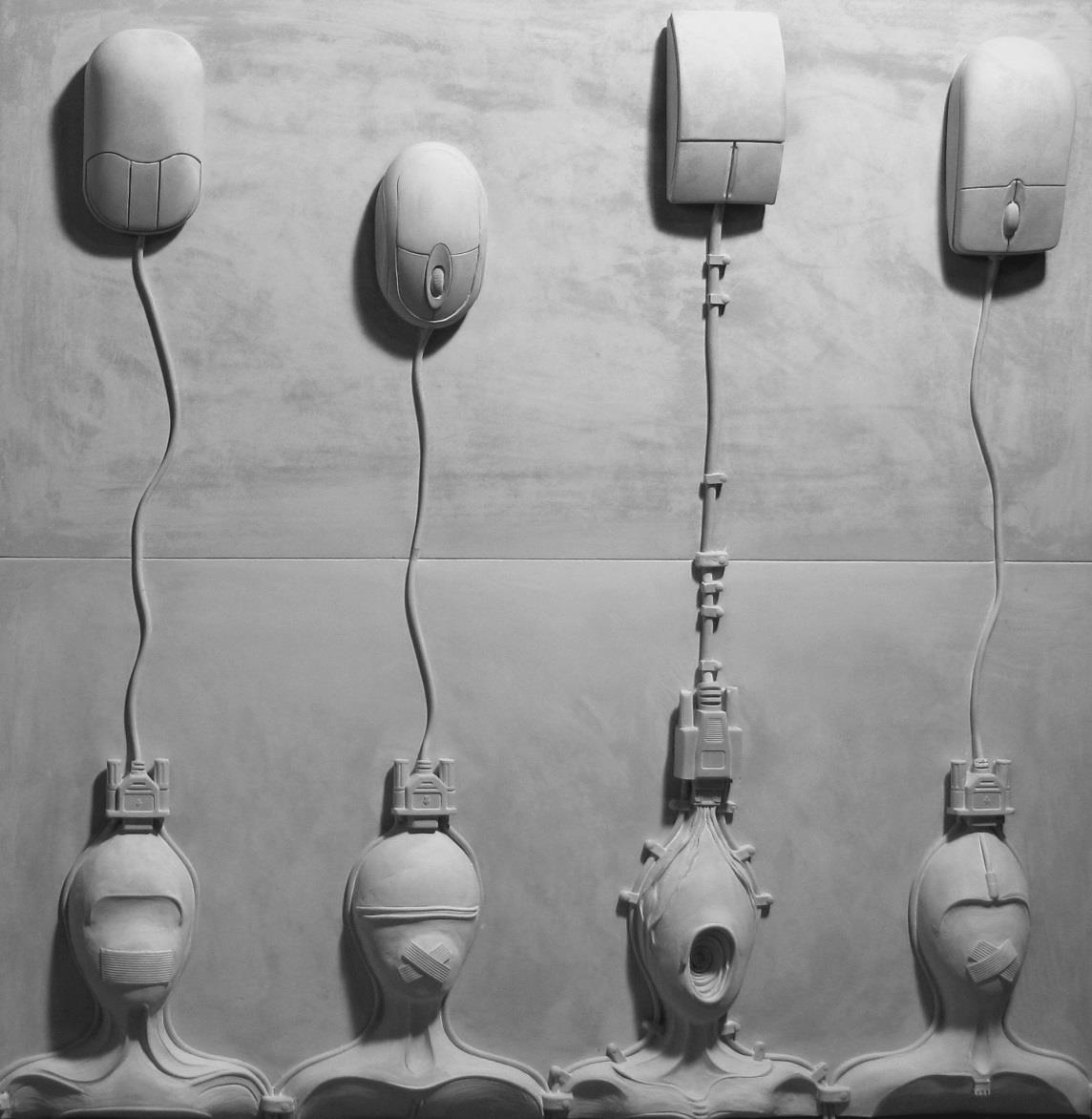
Martina Hozová Myši II 2014 acrystal 60 na 60 cm
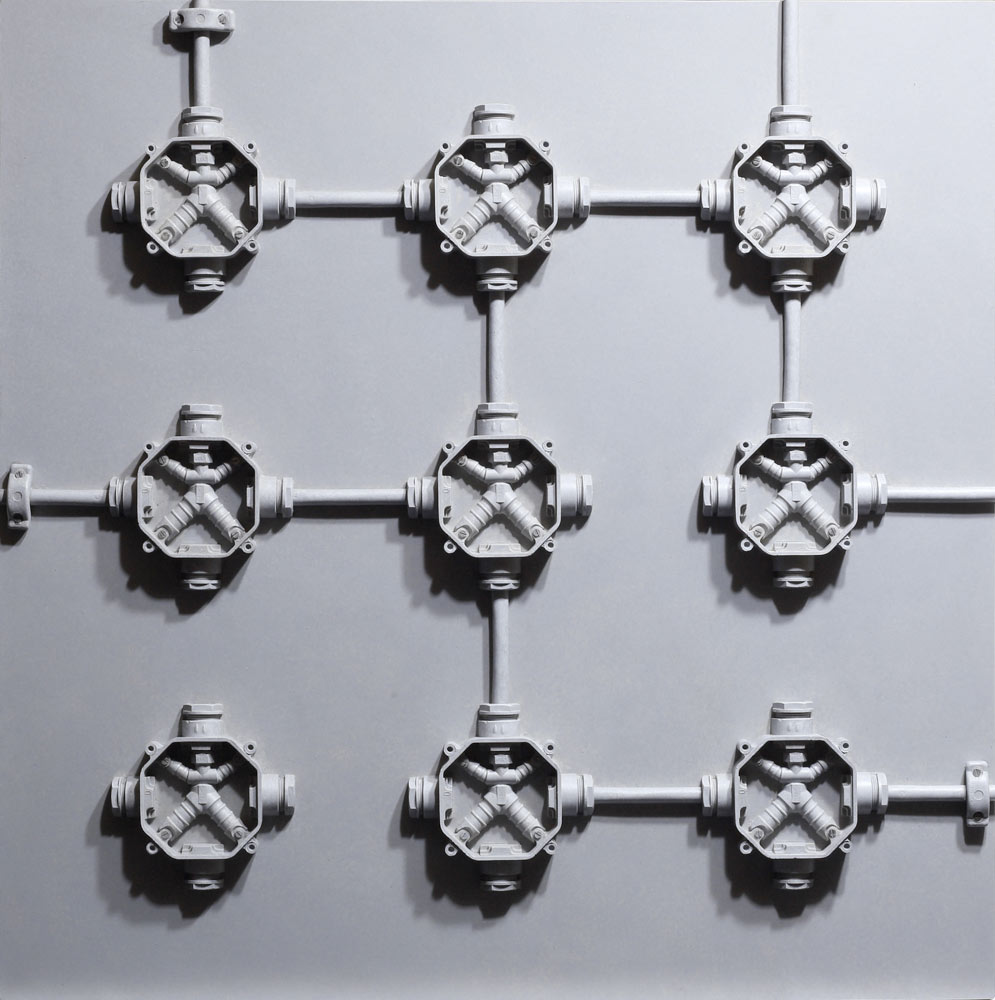
Martina Hozová NEUN SCHLAUCHTÜLLENMENSCHEN IN NEUN ABZWEIGDOSEN II 2019 acrystal, kov
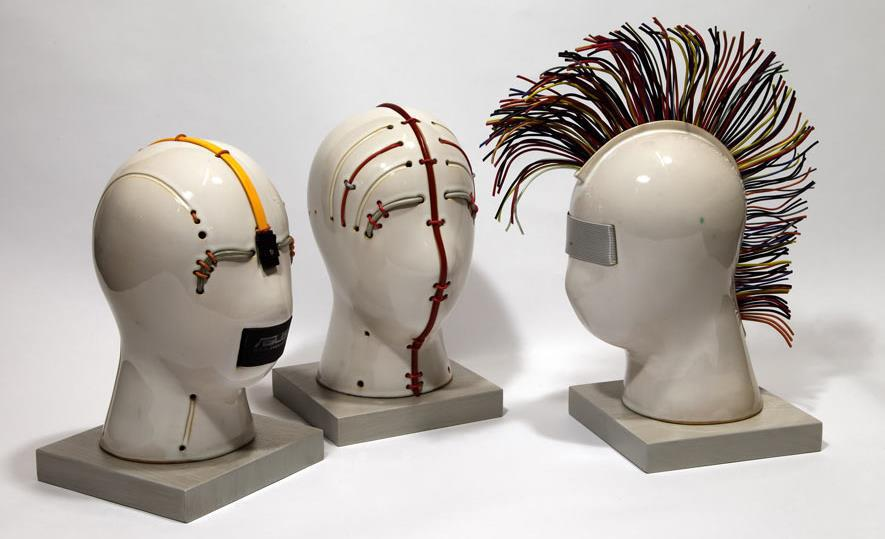
Martina Hozová Cable generation I 2016 keramika
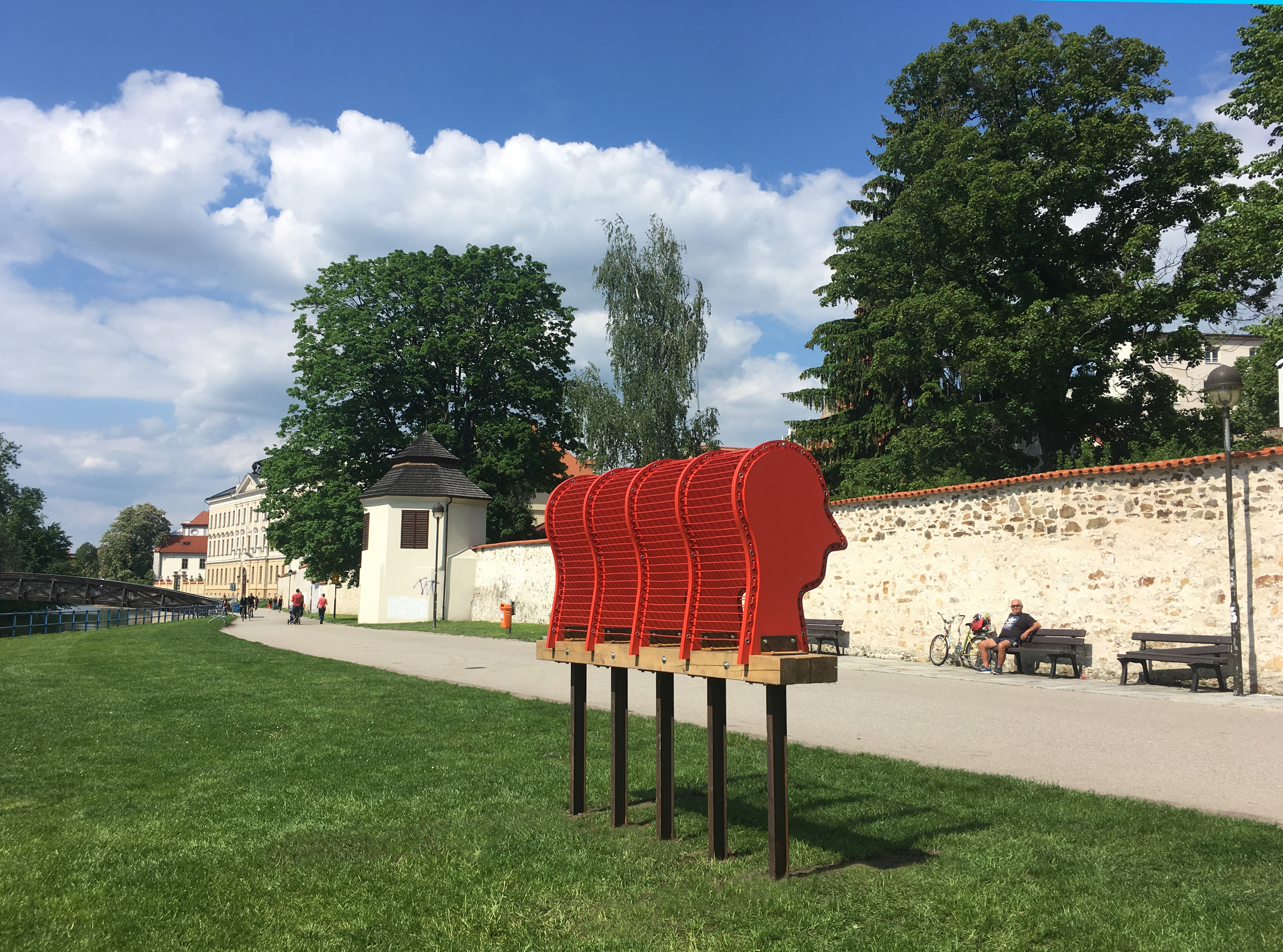
Martina Hozová Profily 2019 260 x 235 x 90 cm osazeno v Českých Budějovicích
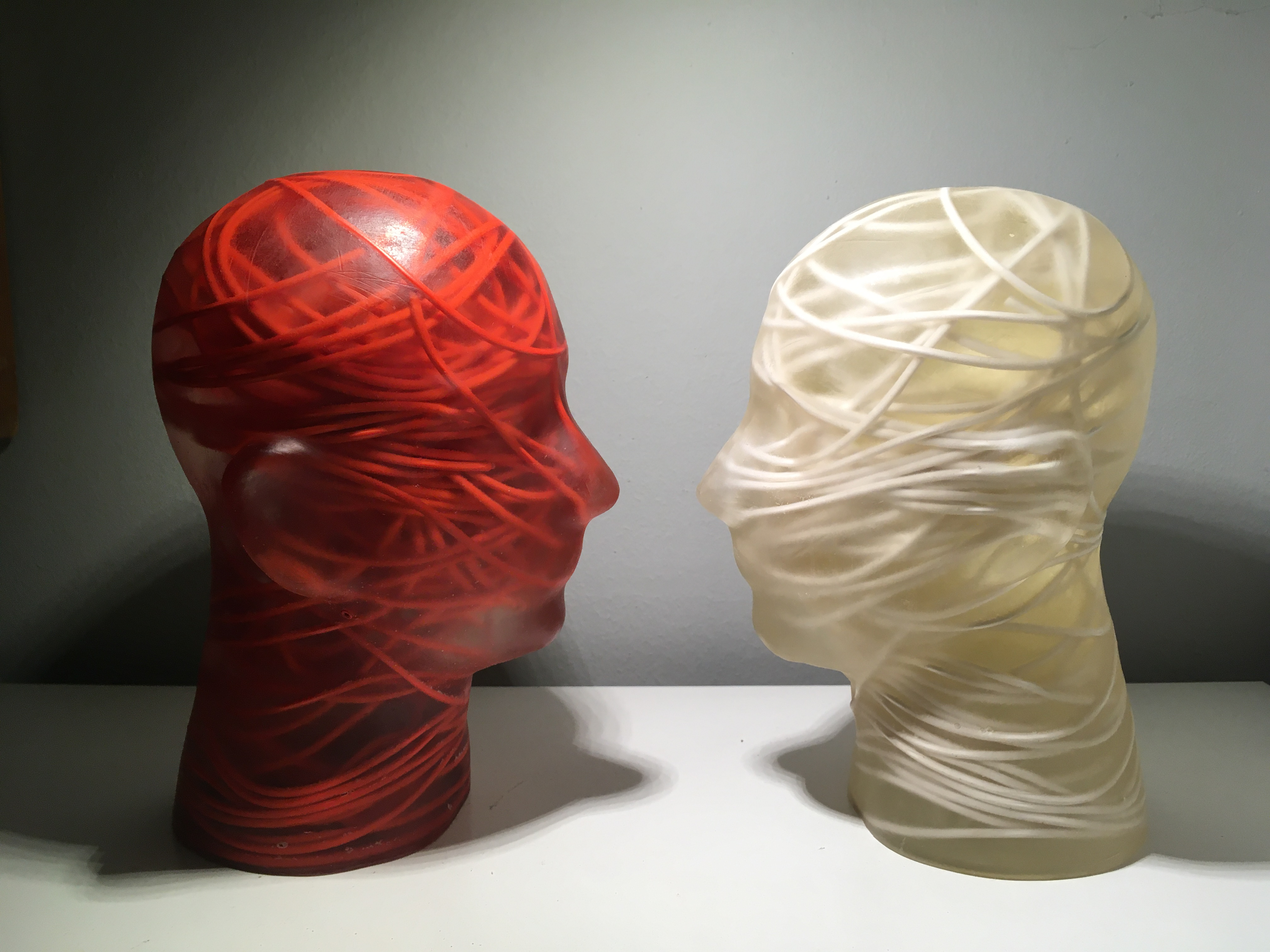
Martina Hozová Wired heads 2019
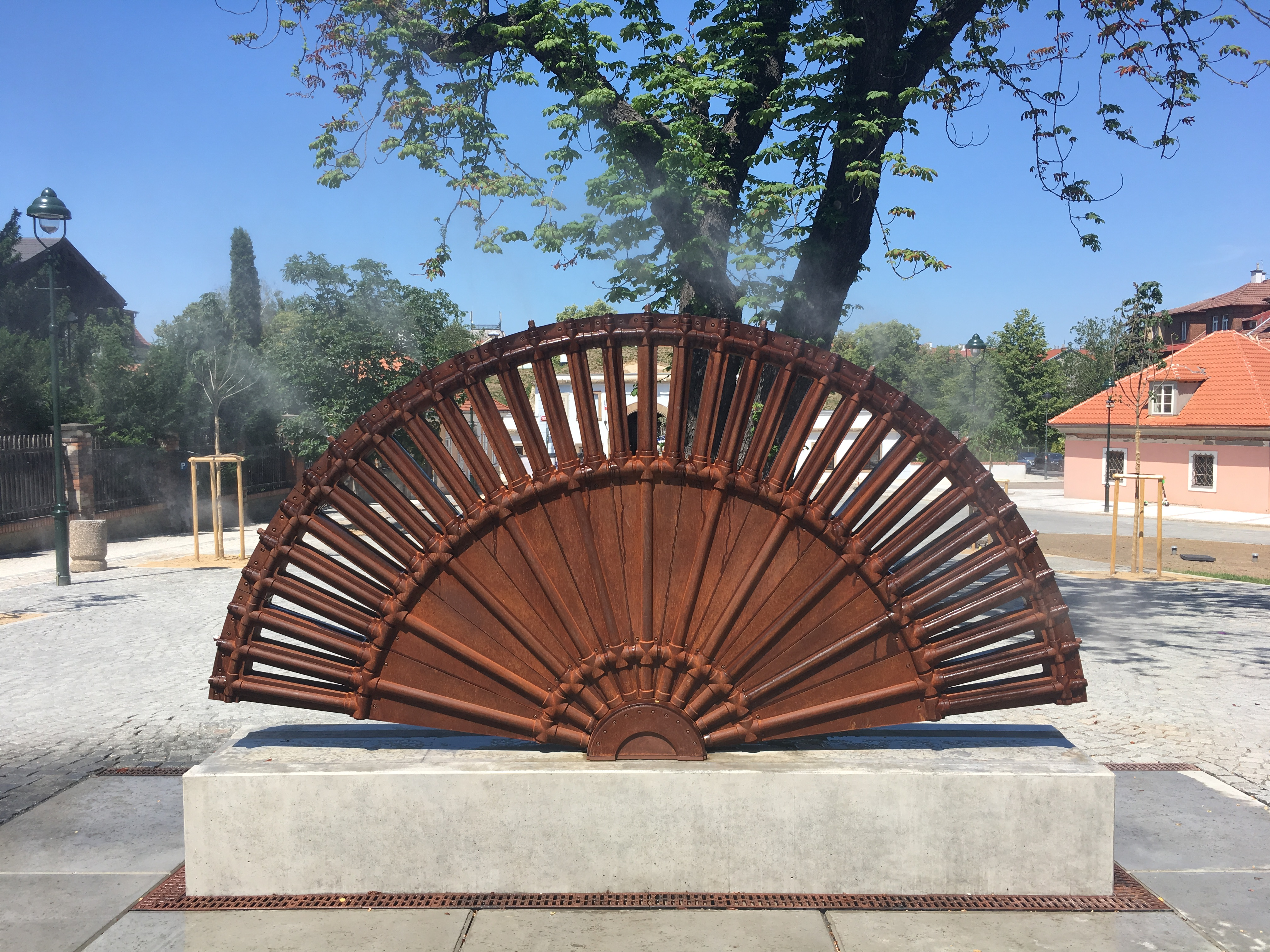
Martina Hozová Vějíř - památník Žofii Chotkové 2019, fontána u Písecké brány nedaleko Belvederu, Praha 6